# Subscronomics
Los modelos de negocio basados en las suscripciones se han globalizado gracias a la tecnología. La Teoría Económica de la Innovación junto a esta nueva tendencia de suscripción, han promovido el nuevo término de Subcronomics: una tendencia global de innovación en los negocios donde la tecnología juega un papel crucial, y el modelo de ingresos se basa en pagos recurrentes.

La música, la industria precursora
La distribución por suscripción es el principal modelo de consumo de contenidos musicales.
Los servicios de música digital nacieron como mercados. ITunes surgió como el primer punto de venta online que ofrecía música de las grandes discográficas con un modelo de precios diferente: permitía comprar canciones en lugar de un álbum completo.
En 2008 se lanzó Spotify, que fue la primera plataforma de streaming de música que cambió la industria. Por primera vez se vendía el uso en lugar de la propiedad.

"Subscronomics": Un movimiento social
El término "Subscronomics" no se limita al entorno digital, es un modelo válido para cualquier industria. Este concepto defiende que la propiedad ya no es una necesidad. La sociedad actual quiere disfrutar sin límites.
El escaso tiempo de descanso ha dado lugar a múltiples momentos para un entretenimiento más ligero de nuevos formatos.
La hiperconectividad nos convierte en consumidores constantes de productos y servicios digitales, pero también analógicos. Queremos acceder a los productos a través de Internet porque es nuestro canal de comunicación habitual. El acceso y la libertad de consumo tienen un valor diferencial, la propiedad no.
Nuestro constante movimiento nos ha obligado a desarrollar dispositivos que nos permitan mantener un consumo líquido, sin barreras ni cambios, en cualquier momento y en cualquier lugar.
Este concepto no está solamente relacionado con servicios tecnológicos como la televisión o el vídeo. Subscronomics se aplica en otros sectores como las aerolíneas, la automoción o la alimentación, dado que las suscripciones ofrecen contenidos personalizados.

La teoría económica de la innovación
La teoría de la Economía de la Innovación sostiene que el crecimiento económico no está impulsado por la acumulación de capital. Se guía por la capacidad de innovación, promovida por el conocimiento y la tecnología.
La teoría fue emitida por el economista austriaco Joseph Schumpeter en 1942. Se basa en que la evolución, el espíritu empresarial y la tecnología son los principales motores del crecimiento económico.
Según Schumpeter, los auges son el resultado de nuevas combinaciones de producción e innovación, y las recesiones son el resultado de la disminución de los beneficios a medida que la competencia imita y adopta estos cambios. Schumpeter cree que la clave del capitalismo reside en el empresario que aplica nuevas combinaciones de factores de producción.

El modelo de negocio de suscripción
El modelo de negocio de suscripción es un modelo de ingresos empresariales en el que el cliente paga una cantidad recurrente de forma regular para disfrutar de un producto o servicio.
Nació en el siglo XVII para las publicaciones y hoy se utiliza en muchos sectores. La principal ventaja es que una venta puntual se convierte en una venta recurrente. Este modelo de negocio reduce los costes de adquisición de clientes y garantiza la fidelidad a la marca y al producto o servicio.
Según un estudio realizado por Gartner, la economía de la suscripción ha crecido más de un 300%. Además, se espera que el 75% de las organizaciones, cuyo cliente final es el consumidor, ofrezcan servicios de suscripción en 2023. Europa, por delante de Norteamérica y Asia Pacífico, es la región con mayores tasas de crecimiento de este mercado.

La movilidad como servicio
Las cajas de productos o la movilidad como servicio (MaaS), incluyen las suscripciones a una variedad de paquetes tanto para trayectos como para el alquiler de vehículos. Así como la monetización de aplicaciones que conectan al usuario con servicios de transporte en casi todas las modalidades posible.

La tecnología y el modelo de suscripción
La tecnología ha hecho posible el modelo de suscripción. Permite medir el consumo y la actividad de los usuarios en tiempo real, lo que facilita la optimización y el desarrollo de los servicios de suscripción. Los datos permiten a las empresas conocer la rentabilidad y el consumo por cliente.
Este boom se debe principalmente a los avances tecnológicos, que permiten que sea un modelo aplicable a cualquier industria, y la determinación de una generación de consumidores que prefiere el acceso a los servicios de suscripción en lugar de la propiedad de los productos.